# Barachiel
Barachiel (Heb. ברכיאל "Bārki'ēl", bendecido por Dios; árabe: بُراقيل "Burāqīl") es uno de los siete Arcángeles en la tradición católica bizantina y ortodoxa oriental.    
En el Tercer Libro de Enoch, se le describe como uno de los príncipes angelicales, con una legión de 496,000 ángeles que lo asisten. Se le describe en la La llave menor de Salomón (Lemegeton Clavicula Salomonis) como uno de los principales ángeles de la primera y cuarta cora. A menudo se lo confunde con el ángel Baraqiel, a quien se considera el ángel del rayo. Al arcángel Barachiel se le conoce también  como: Barchiel, Baraqiel, Barkiel, Barbiel, Barakel, Baraqel, Pachriel y Varachie.

## Iconografía

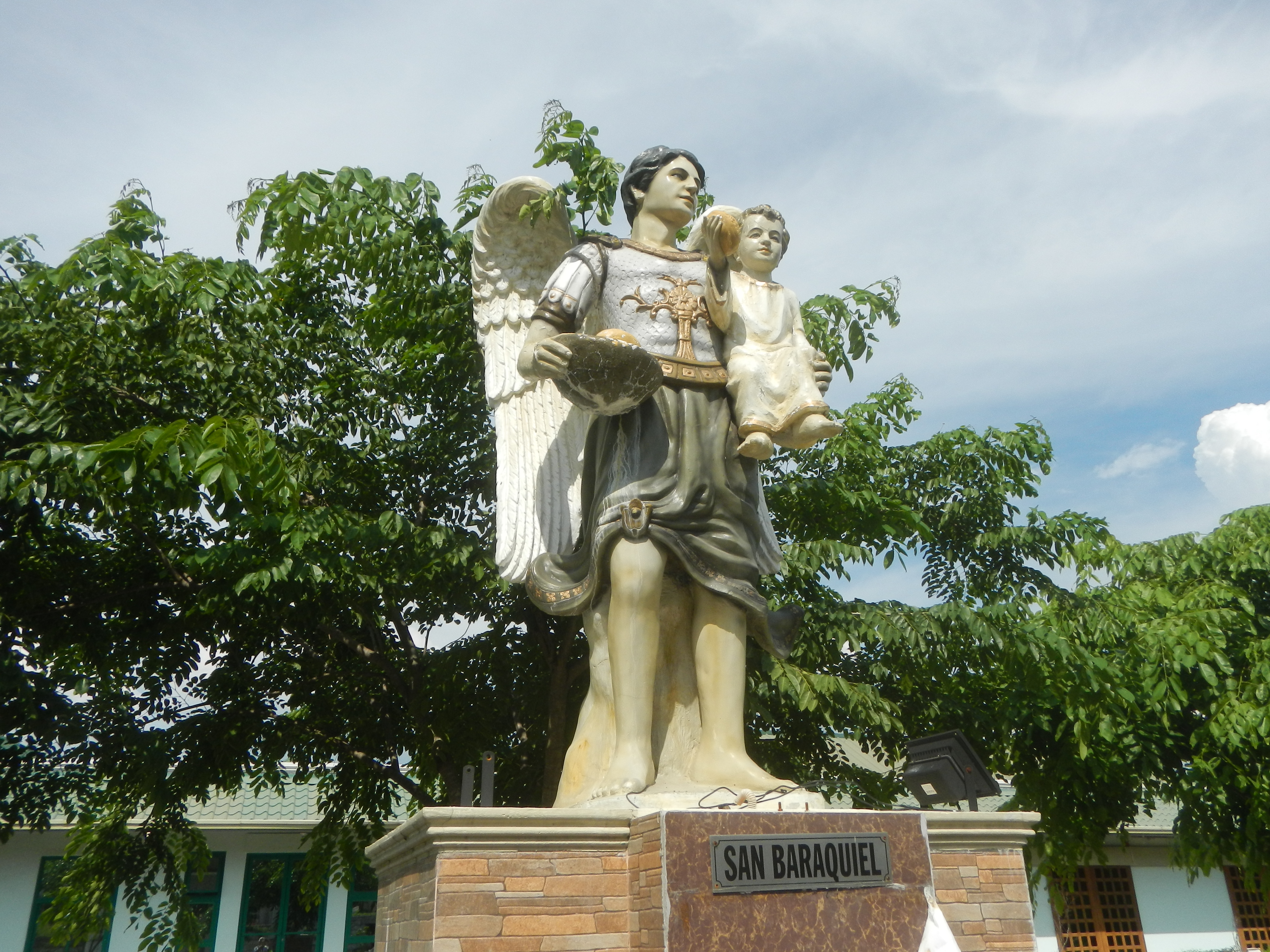
Estatua de Santo Baraquiel

En la iconografía a veces se muestra a Barachiel sosteniendo una rosa blanca contra el pecho, o con pétalos de rosa esparcidos en la ropa, particularmente en el manto. La dispersión de los pétalos de rosa era para simbolizar o representar las dulces bendiciones que Dios deja caer sobre las personas. En el catolicismo romano, se representa a Barachiel sosteniendo una canasta de pan o un bastón, los cuales simbolizan las bendiciones de tener hijos que Dios otorga a quienes son padres.
Las responsabilidades de Barachiel son tan variadas como las bendiciones que dan nombre al arcángel. Barachiel es también el jefe de los ángeles de la guarda y está escrito que se le puede orar a Barachiel por todos los beneficios que se cree provienen del ángel de la guarda si uno no está rezando directamente al ángel de la guarda, sino como una intercesión. Es visto como un santo oficial en la tradición católica bizantina y ortodoxa oriental, en particular un patrón de la vida familiar y matrimonial. También es visto como el ángel asignado por Dios para velar por los conversos (también llamados "hijos adoptivos de Dios") para ayudarlos en sus vidas.
Barachiel también se asocia tradicionalmente con el mes de febrero y con el signo Zodiacal Pisces. A veces también se le describe como el patrono del planeta Júpiter y el signo zodical escorpio.

## Textos bíblicos
El Tercer Libro de Enoc describe al arcángel Barachiel como uno de los ángeles que sirven como honorables y poderosos príncipes angelicales en el cielo, y se menciona que Barachiel dirige a 496 000 ángeles. Se le considera un angel  de la clase de serafín que custodian el trono de Dios, así como el líder de todos los ángeles de la guarda.

## Plegaria
Una oración común a San Barachiel en las tradiciones bizantinas católicas y ortodoxas es la siguiente:
Oh poderoso arcángel, San Barachiel, lleno de la gloria y el esplendor de los cielos, con justa razón eres llamado la bendición de Dios. Somos hijos de Dios puestos bajo tu protección y cuidado. Estamos en un mundo lleno de confusiones e influencias demoníacas. Venid en nuestra ayuda ya que nos desencaminamos perdiendo el rumbo; cómo relacionarse con Jesús a diario; cómo ser sensible al Espíritu Santo - Espíritu de la verdad. Que el gozo del Señor sea nuestra fuerza. Escuche nuestras súplicas (nómbrelas). Concede nuestras peticiones, que, por tu amorosa intercesión, podamos llegar algún día a nuestro hogar celestial.
Protégenos y proporciónanos soporte sobre todo daño que podamos poseer por toda la eternidad, la paz y la felicidad que Jesús ha preparado para nosotros en el Cielo. Presenta a Dios Padre todas estas peticiones, en el nombre de Jesucristo, nuestro Señor, junto con el Espíritu Santo, por los siglos de los siglos. Amén.